# Graphiphora augur
Graphiphora augur (tên tiếng Anh: Double Dart hoặc Soothsayer) là một loài bướm đêm thuộc họ Noctuidae. Nó được tìm thấy ở khắp Canada và hầu hết phần phía bắc của Hoa Kỳ, phía nam ở phía tây đến California và New Mexico. It is also found throughout Eurasia, from British Isles và Scandinavia to Nhật Bản.
Sải cánh dài 35–42 mm. Con trưởng thành bay từ tháng 6 đến tháng 8 tùy theo địa điểm. Có một lứa một năm.
Ấu trùng ăn various trees và shrubs, bao gồm các loài Betula, Salix caprea, Salix phylicifolia, Salix cinerea, Populus tremula, Populus balsamifera, Ribes, Rosa (bao gồm Rosa acicularis, Syringa vulgaris và Lonicera caerulea.

## Phụ loài
- Graphiphora augur augur (Eurasia)
- Graphiphora augur haruspica (Canada, miền bắc United States)
- ?Graphiphora augur sierrae
- ?Graphiphora augur inopinatus

## Hình ảnh

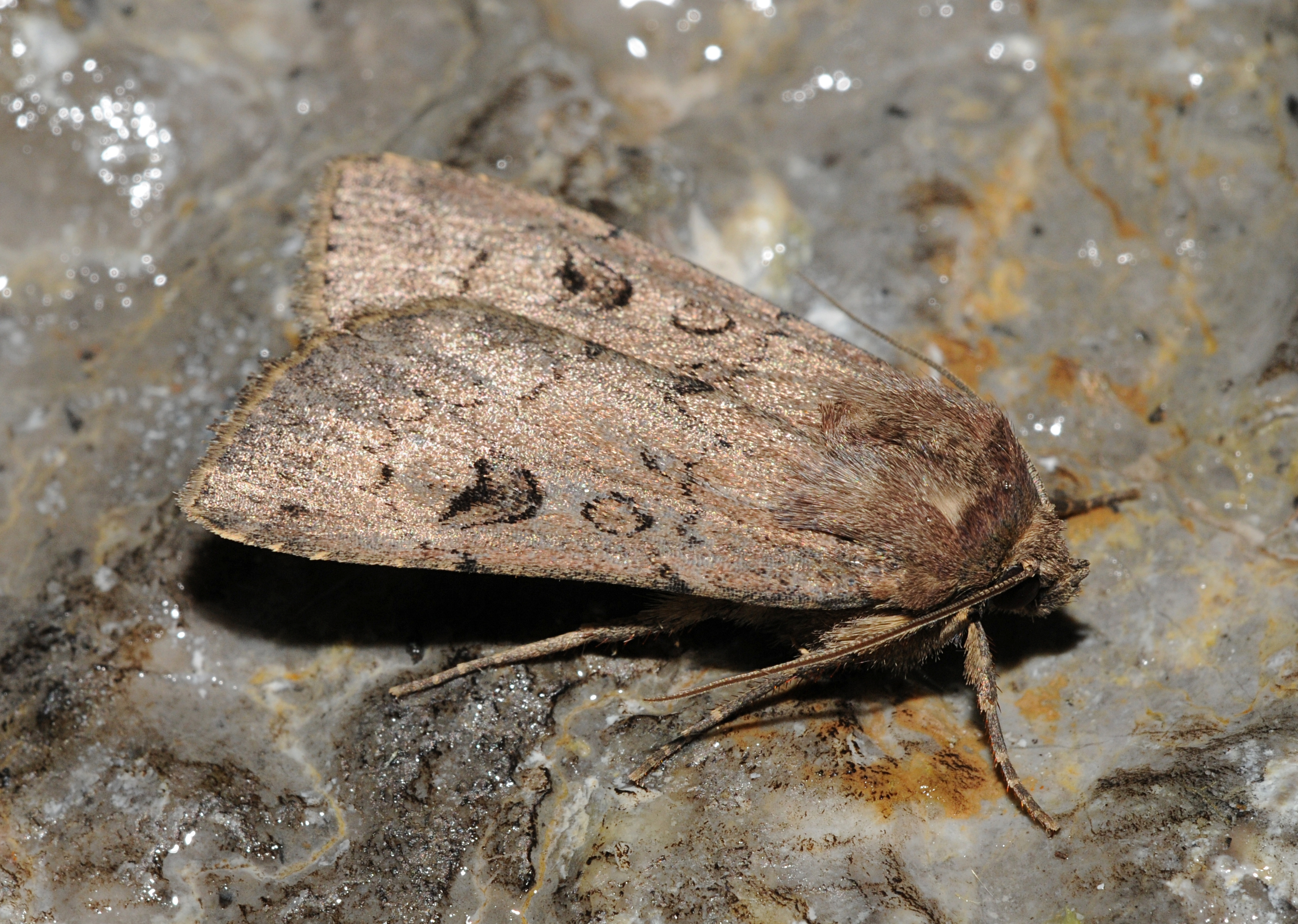
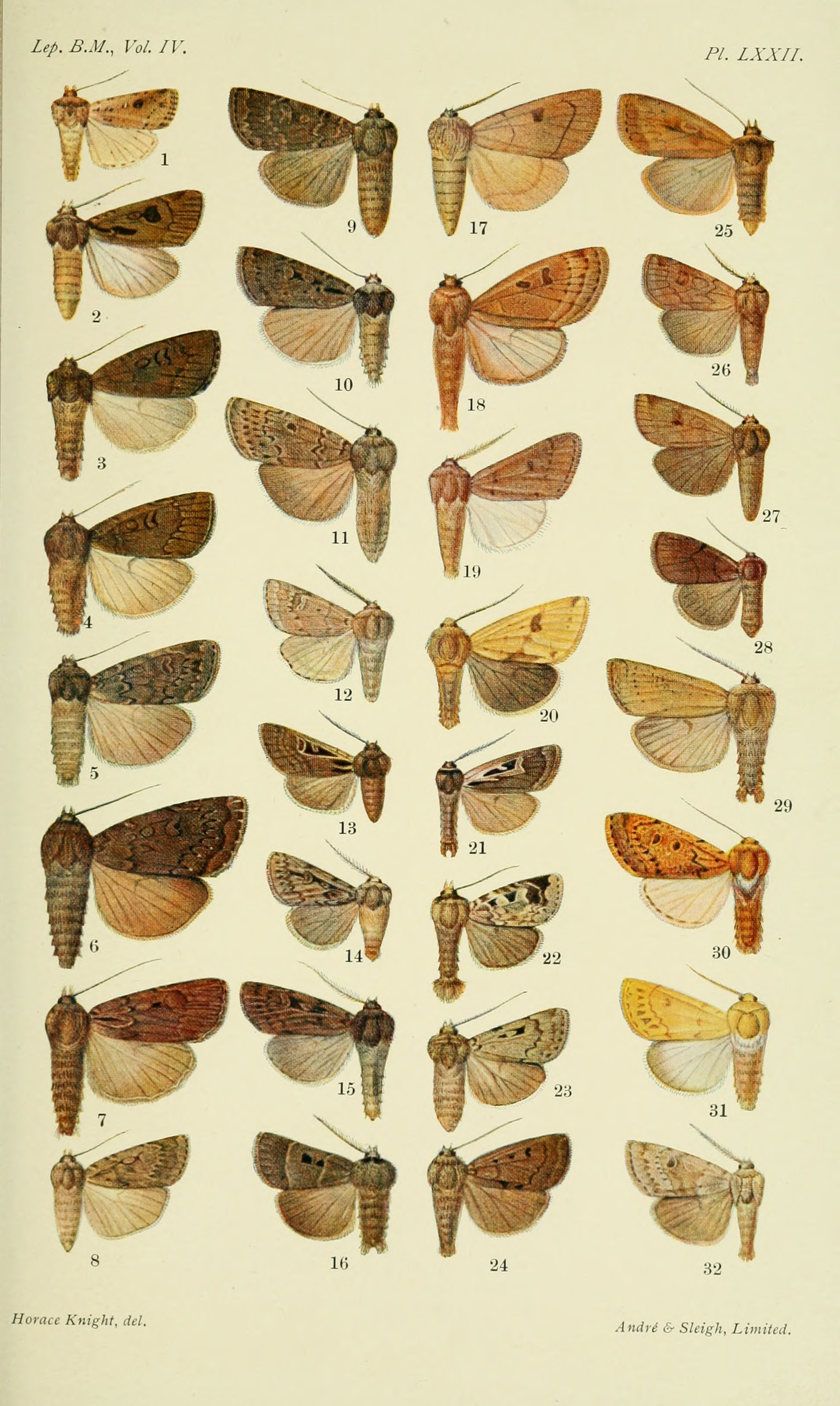
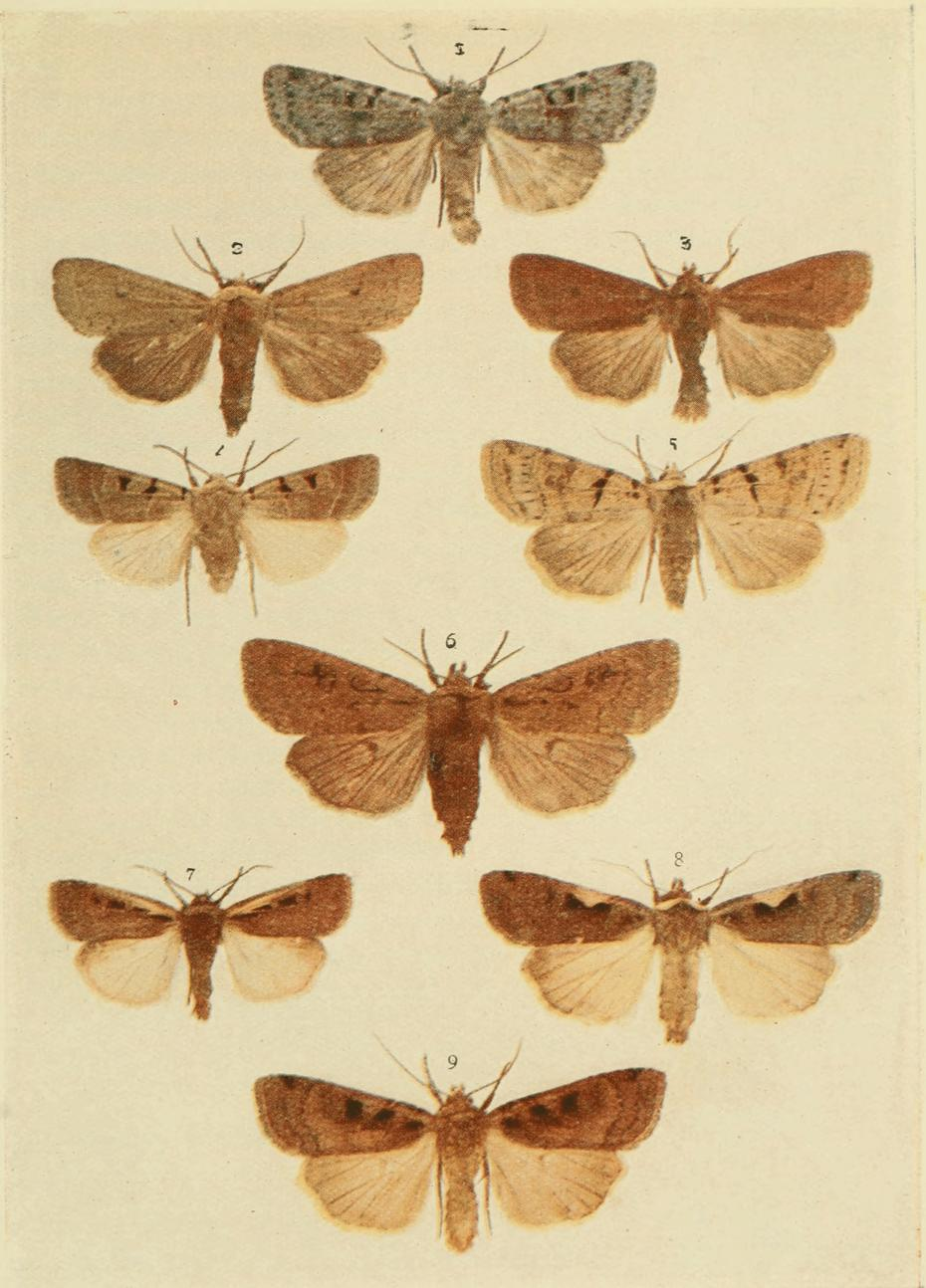
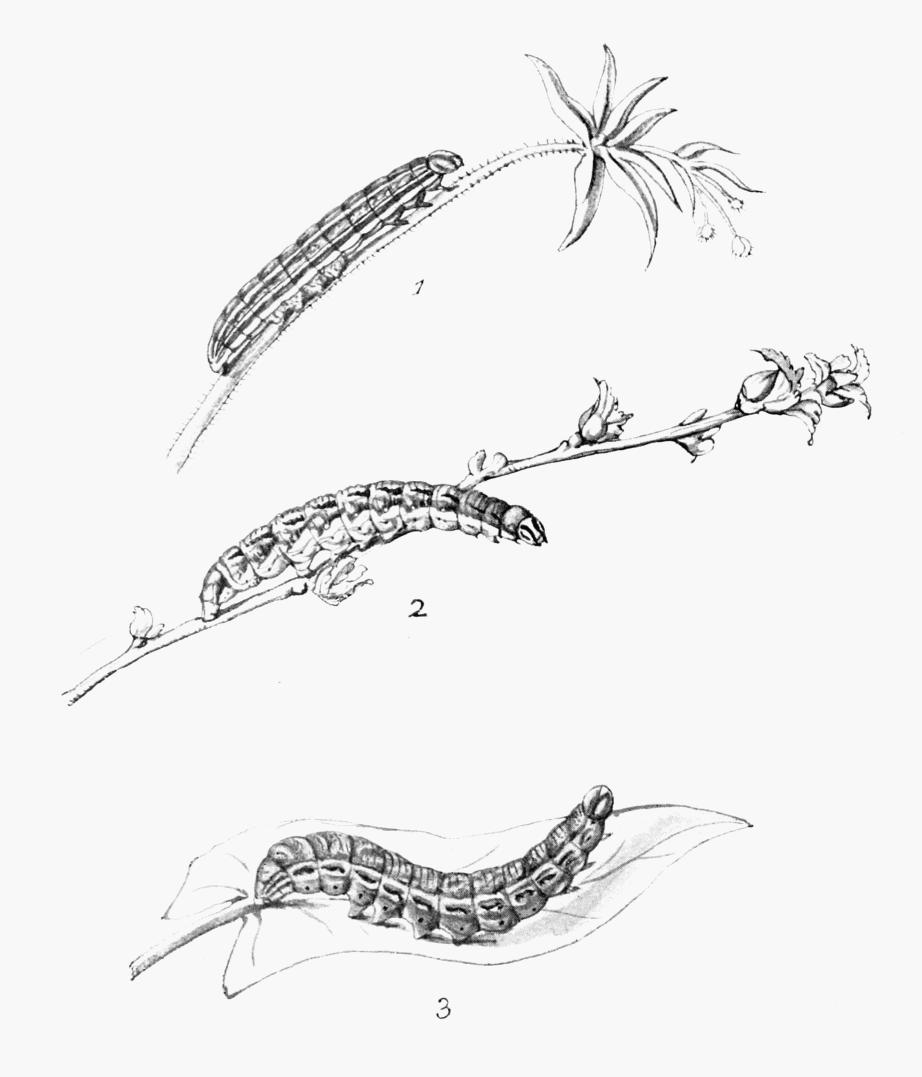